# フアン・バウティスタ・デ・アンサ

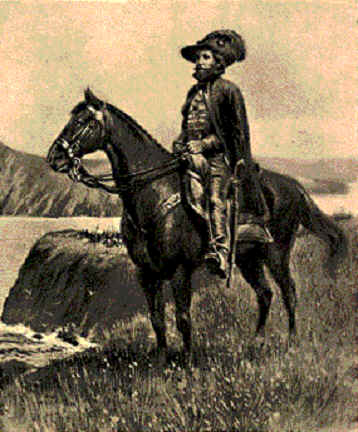
フアン・バウティスタ・デ・アンサ

フアン・バウティスタ・デ・アンサ・ベセラ・ニエト（Juan Bautista de Anza Bezerra Nieto, 1736年7月 - 1788年12月19日）は、ニュースペインを開拓したスペイン帝国の軍人、探検家。

## 生涯
フアン・バウティスタ・デ・アンサはソノラ州フロンテラス（アリスペ近く）の、ニュースペイン北部開拓地の軍人一家に生まれた。父親はフアン・バウティスタ・デ・アンサ1世。1752年には開拓地守備軍に入隊し、1760年までに隊長に昇進した。1761年にスペイン人鉱山所有者ペレス・デ・セラノの娘と結婚した。子供はなかった。彼の軍事任務は主に、現在のアリゾナを探検するルート上での、アパッチなどの敵対的なインディアンに対する襲撃であった。

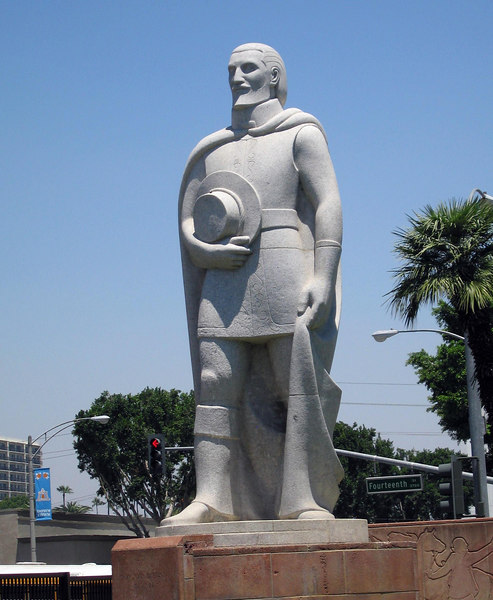
カリフォルニア州リバーサイドにあるフアン・デ・アンサの彫像。Dorr Bothwell作

1772年、彼はアルタ・カリフォルニアの探検をニュースペイン副王に願い出た。これはスペイン王によって認可され、1774年1月8日、3名の司祭、20名の兵士、11名の使用人、35頭のラバ、65頭の牛、140頭の馬と共に、アリゾナ州のトゥバクからツーソンまで旅をした。遠征はリオ・アルター（ニュースペインのソノラ・イ・シナロア）沿いの南のルートを取り、現在のメキシコとカリフォルニアの境界と並行して、よい関係を築き上げていたユマ部族の領地であるヒラ川との合流地点でコロラド川を渡った。1774年3月22日にはカリフォルニア沿岸近くのサンガブリエル・アルカンヘル伝道所に到達し、4月19日にはアルタ・カリフォルニアの首都のモントレーに到着した。1774年5月後半までにはトゥバクに戻った。この遠征は副王とスペイン王に重く見られ、1774年10月2日、彼は中佐の位に昇進し、アルタ・カリフォルニアへ入植者の集団を率いるように命じられた。スペインは、ある意味で北からのロシアの進出の緩衝として、またある意味ではスペインの船をかくまうことができる港を建設する可能性として、カリフォルニア北部への彼らの定住の強化を望んでいた。遠征は1775年10月に始まり、途中で入植者らは冬の天候に非常に苦しめられながらも1776年1月にサンガブリエル伝道所に到達した。

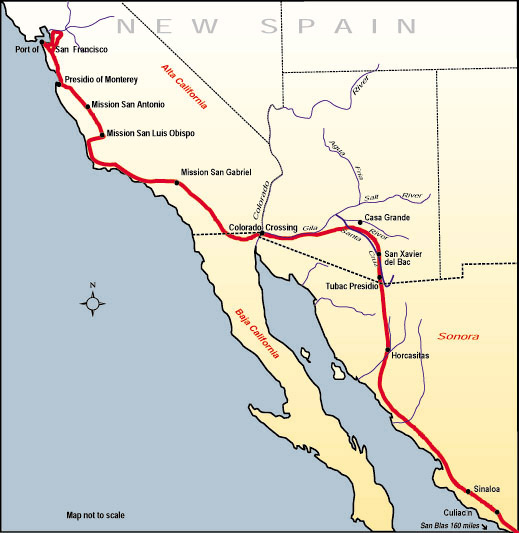
フアン・デ・アンサのカリフォルニア遠征の行路

彼は引き続きカリフォルニア州モントレーへ入植者との旅を続けた。そして彼は小さい隊で北への探検を続け、1776年3月28日、現在のカリフォルニア州サンフランシスコにある、サンフランシスコ・プレシディオとサンフランシスコ伝道所の建設予定地を確保し、副王からの任務を履行した。彼自身は入植地をひらかず、アンサの帰った後に残されたホセ・ホアキン・モラガ (José Joaquín Moraga) によって後に入植地が作られた。モントレーに戻る間、彼はサンタクララ伝道所の場所とサンホセ・デ・グアダルペの町（現在のカリフォルニア州サンノゼ）を見つけたが、これも彼は拓かなかった。
遠征の帰りに、彼は伝道所の建設を求めていたケチャン（ユマ）族の酋長と共にメキシコシティを旅した。そのすぐ後の1777年8月24日、アンサはニューメキシコ地方の総督に任命された。
1779年、タオスを繰り返し襲っていたコマンチェに対して、彼は過酷な遠征を率いた。ユトとアパッチの同盟とおよそ800名の兵士と共に、彼はサンルイスヴァレーを通って北に行き、現在コロラド州のマニトウ・スプリングスとなっている平野に入った。彼は現在のコロラドスプリングス近くのコマンチェの小さな一軍に驚いた。彼らを追ってファウンテン・クリークを南へ下り、現在のコロラド州プエブロ近くでアーカンザス川を渡った。彼はニューメキシコの襲撃から戻って来たコマンチェの主力部隊をグリーンホーン・クリークで発見し、酋長のクエルノ・ベルデ（グリーンホーン・クリークの名前の由来になった人）と他の多くのコマンチェの指導者を殺して決定的な敗北を与えた。非常に弱体化したのでコマンチェは襲撃を中断し、現在のオクラホマ州とテキサス州のある南東へと移動した。1779年後半、アンサと彼の兵士はサンタフェからソノラへのルートを発見した。彼の様々な地方での敵対部族に対する軍事遠征はどれも成功したが、彼が平和を築いていたユマ部族が反乱を起こし、メキシコ北方開拓地の軍事司令官からの支持を失った。1783年、アンサは東の平原のコマンチェに対する遠征を率いて、1784年まで彼らは平和を呼びかけ続けた。最後のコマンチェの酋長たちはそれに応じ、正式な条約は1786年に結ばれた。これによって商人たちへの道とコマンチェロの交易の発展が開けた。
アンサはソノラに戻る1787年までニューメキシコ総督の席に座った。彼は1788年にツーソンの砦の司令官を任じられたが、就任する前に死亡した。彼は妻を遺してソノラ州アリスペに埋葬された。
アンサはヌエストラ・セニョーラ・デ・ラ・アスンシオン・デ・アリスペ教会に埋葬された。1963年に彼は掘り出され、カリフォルニア大学とサンフランシスコ市の代表団が参加し、大理石の壮大な墓に再埋葬された。

## 遺産
カリフォルニア州アンサの町は彼にちなんで名付けられた。およそ7,000人の小さな町はパーム・スプリングス上の山の高速道路371号に位置している。カリフォルニア州サンフアン・バウティスタのフアン・デ・アンサの家は国定歴史建造物である。デ・アンサの名は、サンマテオとクパチーノそれぞれのデアンサ大通りや、クパチーノのデアンサ大学、リッチモンドのデアンサ高校など、カリフォルニアのいくつかの通り、学校、団体の名前の由来になっている。